# Jan Gwalbert Pawlikowski
Jan Gwalbert Pawlikowski (ur. 18 marca 1860 w Medyce, zm. 5 marca 1939 we Lwowie) – polski ekonomista, encyklopedysta, publicysta i polityk, historyk literatury, taternik, jeden z pionierów ochrony przyrody.

## Życiorys
Syn Mieczysława Gwalberta Pawlikowskiego (1834–1903) i Heleny z Dzieduszyckich (1837–1918). W dzieciństwie przebywał w Szwajcarii, następnie ukończył gimnazjum św. Anny w Krakowie i studiował na Uniwersytecie Jagiellońskim w latach 1879–1884, gdzie został absolwentem Wydziału Prawa. Przez rok pobierał nauki na uniwersytecie w Wiedniu, a także w Halle, na kierunku chemia rolna i agrotechnika. W 1885 r. uzyskał tytuł doktora prawa na UJ, a następnie studiował w Wyższej Szkole Rolniczej w Dublanach, Hochschule für Bodenkultur w Wiedniu, a także ponownie na Uniwersytecie Wiedeńskim – tym razem ekonomikę rolnictwa i uprawę roli.
W latach 1891–1904 profesor ekonomii Akademii Rolniczej w Dublanach. Prezes Rady Nadzorczej Banku Parcelacyjnego we Lwowie (1893–1905), wiceprezes Rady Nadzorczej Banku Melioracyjnego we Lwowie (1902–1912). Członek Ligi Narodowej od 1902, w Komitecie Centralnym Ligi Narodowej od roku 1905. Współorganizator Stronnictwa Demokratyczno-Narodowego w Galicji (1904) i jego prezes w latach 1907–1915. Od 1919 członek Rady Naczelnej Związku Ludowo-Narodowego. Założyciel i redaktor (do 1935 redaktor naczelny) czasopisma „Wierchy”, poświęconego Tatrom. Autor wielu prac o Juliuszu Słowackim i jego poezji mistycznej.
Był encyklopedystą oraz edytorem Encyklopedii. Zbioru wiadomości z wszystkich gałęzi wiedzy – polskiej encyklopedii wydanej w latach 1898–1907 przez społeczną organizację edukacyjną Macierz Polska, która działała w Galicji w okresie zaboru austriackiego. Opisał w niej zagadnienia z zakresu ekonomii, skarbowości i polityki rolniczej .
W latach 1876–1881 uprawiał taternictwo, dokonując szeregu nowych wejść. Prawie zawsze wspinał się z przewodnikiem Maciejem Sieczką. Do najwybitniejszych należą: drugie wejście na Wysoką z pierwszym zejściem przez Pazdury (1876 z Sieczką i Adamem Asnykiem), pierwsze wejście na Szatana (1880), pierwsze wejście na Mnicha (1879 lub 1880), wejście nową drogą na Łomnicę (1878), wejście nową drogą z Doliny Dzikiej na Durny Szczyt (1881). Prowadził też badania speleologiczne w Tatrach, jako pierwszy opisując jaskinie w Dolinie Kościeliskiej, m.in. pierwszy zbadał Jaskinie Pawlikowskiego oraz Jaskinię Lodową w Ciemniaku . Był jednym z głównych orędowników utworzenia na terenie Tatr parku narodowego.
Pawlikowski był bardzo aktywnym członkiem Towarzystwa Tatrzańskiego, w którego ramach stworzył i ujednolicił nazewnictwo tatrzańskie, obowiązujące do dziś. W 1913 r. stworzył program taternicki z opisem zasad wspinaczki i turystyki górskiej. Zasady te dekadę później przyjął Niemiecko-Austriacki Związek Alpejski, a w 1930 r. Międzynarodowa Unia Alpejska. W 1934 roku opublikował w „Wierchach” szkic Z dziejów poezji tatrzańskiej. Interesował się sztuką Podhala. Jako gorący orędownik zachowania pierwotnego charakteru Tatr i folkloru góralskiego opracował „Przyszłe zadania Towarzystwa Tatrzańskiego” (1913). W 1912 zainicjował Sekcję Ochrony Tatr Towarzystwa Tatrzańskiego, która powołała Ochotniczą Straż Górską. Opublikował fundamentalne prace o ochronie przyrody, m.in. Problemy prawne ochrony przyrody (1921), Słowo o międzynarodowej ochronie przyrody i jej tendencjach rozwojowych (1927), Prawodawstwo ochronne (1932). Z jego inicjatywy powstało w 1930 Międzynarodowe Biuro Ochrony Przyrody w Brukseli. Podjął dyskusję w sprawie stylu zakopiańskiego: „O styl zakopiański w budownictwie Zakopanego i Podhala” (1931).
Od 1913 członek honorowy Towarzystwa Tatrzańskiego, w 1927 otrzymał honorowe obywatelstwo Zakopanego, a w 1931 honorowe członkostwo w Związku Górali.
Jego synem był Michał Gwalbert Pawlikowski, synową (żoną drugiego syna Jana Gwalberta Henryka) – Maria Pawlikowska-Jasnorzewska, wnukami – profesor filozofii Karol Tarnowski oraz profesor historii sztuki i pisarz – Jacek Woźniakowski, a prawnukami – Róża Thun i Henryk Woźniakowski.
Pochowany został na Cmentarzu Zasłużonych na Pęksowym Brzyzku w Zakopanem (kw. L-I-6).

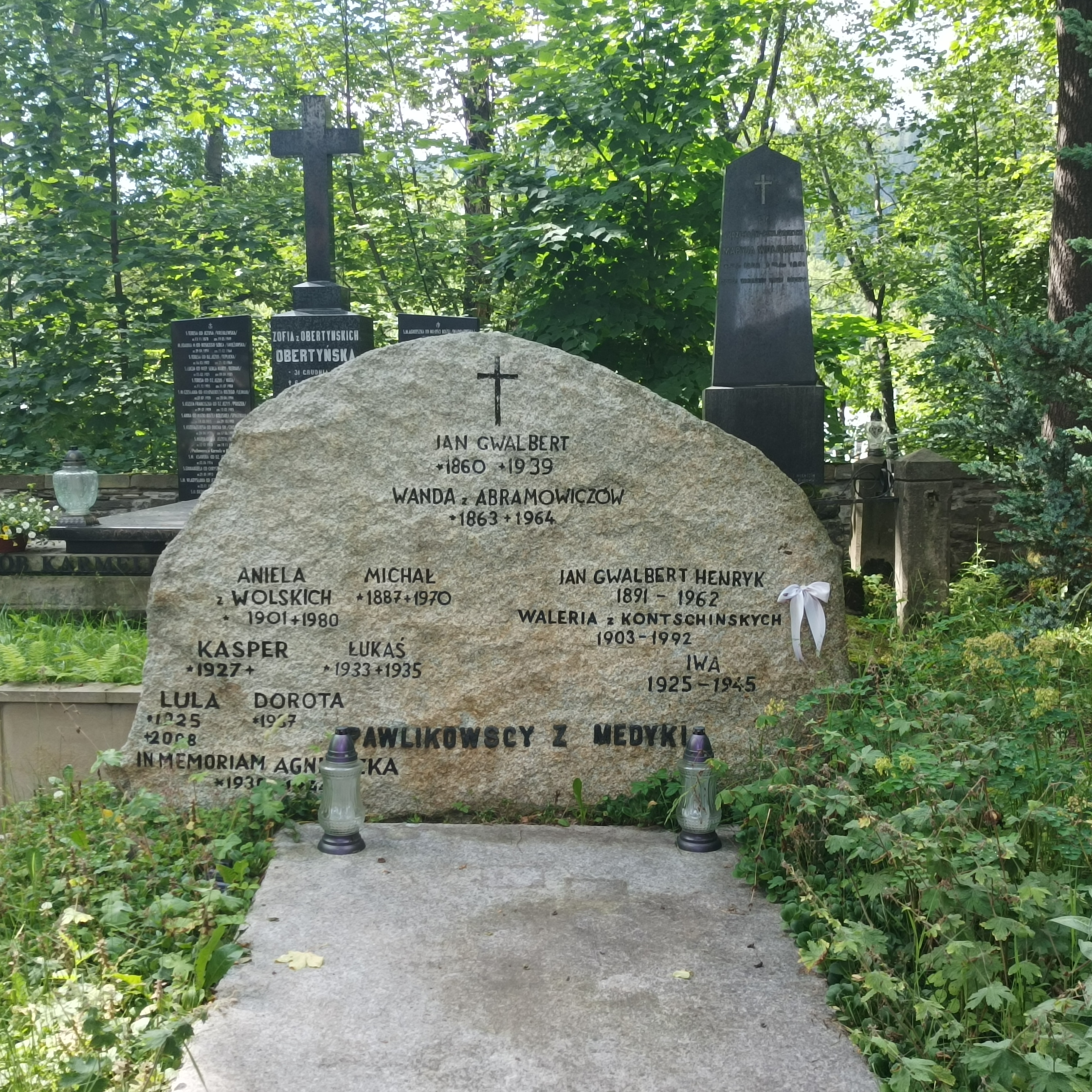
Grób Jana Gwalberta i Michała Gwalberta Pawlikowskich na Cmentarzu Zasłużonych na Pęksowym Brzyzku

## Ordery i odznaczenia
- Krzyż Komandorski Orderu Odrodzenia Polski (30 kwietnia 1925)[9]
- Złoty Wawrzyn Akademicki (5 listopada 1935)[10]

## Upamiętnienie
Został patronem gimnazjum w Medyce. Jego imieniem nazwano ulicę we Lwowie.